# リペツク市電
リペツク市電（ロシア語: Липецкий трамвай）は、ロシア連邦の都市・リペツク市内に存在する路面電車。2021年現在はリペツク市が所有する単一企業体であるリペツクパッサジュルトランス（МУП «Липецкпассажиртранс»）による運営が行われている。

## 概要・歴史
ソビエト連邦（ソ連）時代の1947年11月7日に営業運転を開始した、リペツク市内の路面電車。ソ連時代は路線網の拡張が相次ぎ、1986年時点で総延長108.5 km、14系統を有する大規模な路線網が築かれていた。だが、ソビエト連邦の崩壊以降は市内中心部を中心に路線の廃止が相次いだ他、残された路線についても線路や施設の老朽化も課題となっており、今後も路面電車の運営を維持するための大規模な修繕の検討も行われている。
2021年現在運行しているのは以下の3系統で、全区間のうち90 %以上が道路と分離した専用軌道となっている。運賃は17ルーブルである。
| 系統番号 | 起点                    | 終点              | 営業キロ | 所要時間 | 備考・参考 |
| -------- | ----------------------- | ----------------- | -------- | -------- | ---------- |
| 1        | Доменная печь №6        | Центральный рынок | 20km     | 53分     | [ 6 ]      |
| 5K       | Стан 2000               | НЛМК              | 6km      | 15分     | [ 7 ]      |
| 5        | Кольцо 9-го микрорайона | Стан 2000         | 18km     | 48分     | [ 8 ]      |

## 車両
2023年7月現在、リペツク市電に在籍する車両は以下の通り。ソ連崩壊直後の1993年以降、2019年にモスクワ市電から譲渡された車両以外新型車両の導入は行われていなかったが、2023年に30年ぶりとなる新造車両および初の超低床電車となる71-628の導入が行われている。
| 車両形式   | 車両形式     | 両数 (2021年現在) | 備考・参考                    |
| ---------- | ------------ | ----------------- | ----------------------------- |
| 71-605     | 71-605       | 10両              |                               |
| 71-605     | 71-605A      | 12両              |                               |
| タトラT6B5 | タトラT6B5SU | 20両              |                               |
| 71-619     | 71-619K      | 12両              | モスクワ市電からの譲渡車両    |
| 71-628     | 71-628-02    | 2両               | 超低床電車 合計46両を導入予定 |

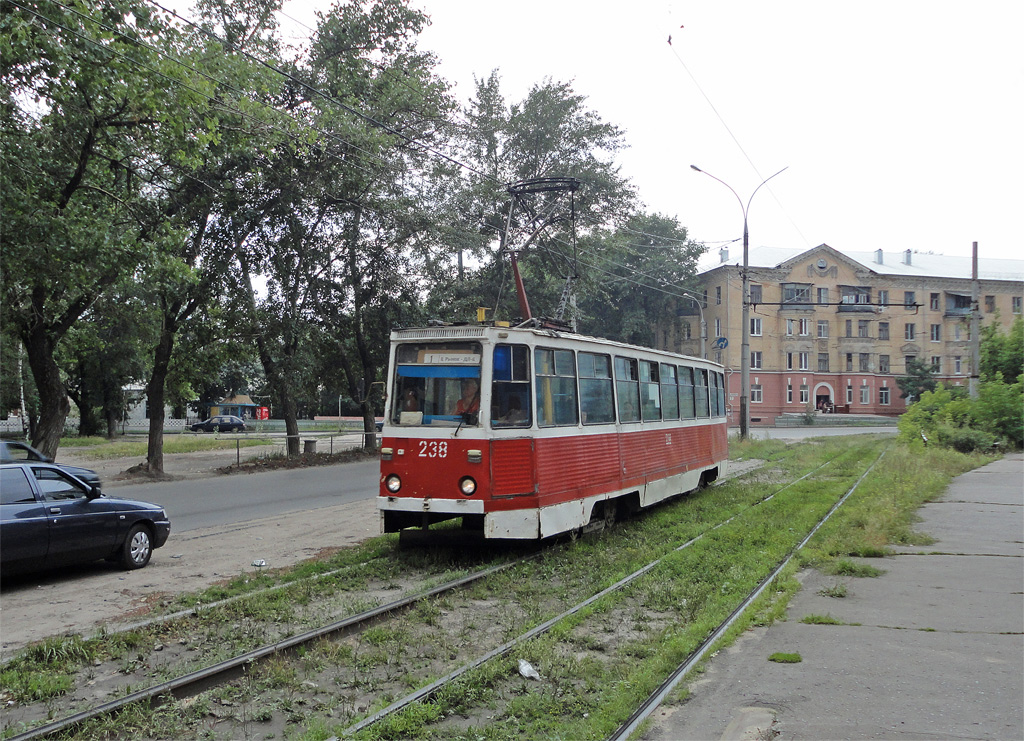
71-605（2011年撮影）
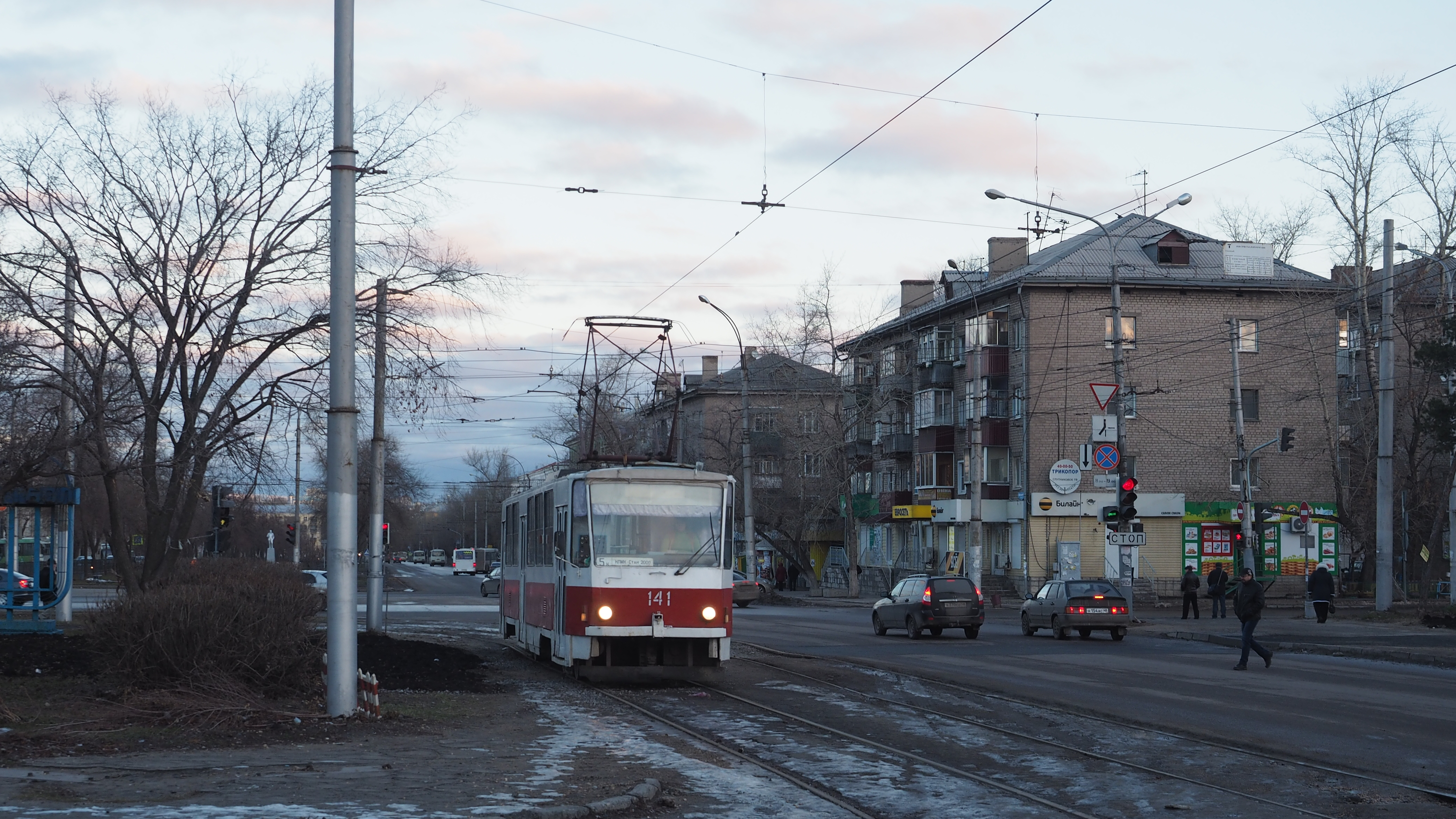
タトラT6B5（2015年撮影）